# 1nonly
内森·富勒（英语：Nathan Fuller），较广为人知的是其化名1nonly，是一位说唱歌手和词曲作家。

## 音乐作品
• Stay With Me
• Bunny Girl (1nonly and ciscaux)